# Alton Coleman
Alton Coleman (6 de noviembre de 1955 - 22 de abril del 2002) fue un asesino itinerante estadounidense, quien junto a su pareja y cómplice Debra Brown, cometieron una ola de crímenes en todo el Medio Oeste donde ocho personas fueron asesinadas entre mayo y julio de 1984.
Coleman, quien fue condenado a muerte en tres estados, fue ejecutado en Ohio en el 2002.

## Antecedentes

### Alton Coleman
Alton Coleman nació el 6 de noviembre de 1955, en Waukegan, Illinois. La madre de Coleman tenía tres trabajos, y él vivía con su abuela de 73 años. Coleman era bien conocido por las fuerzas del orden de Illinois, ya que había sido acusado de delitos sexuales seis veces entre 1973 y 1983. Dos de los casos fueron desestimados, y Coleman se declaró culpable de cargos menores en dos y fue absuelto en los otros dos. Coleman estaba programado para ir a juicio en Illinois por cargos derivados de la violación de una niña de 14 años cuando huyó y comenzó su oleada criminal.
Coleman fue diagnosticado con un trastorno de personalidad mixta con rasgos antisociales, narcisistas y obsesivos, con diagnósticos adicionales incluyendo espasmos epiléticos, psicosis y trastorno límite de la personalidad.

### Debra Brown
Debra Brown, nacida el 11 de noviembre de 1962, una de once hijos, con una leve discapacidad intelectual, sufrió un traumatismo craneal grave de niña, y un psiquiatra la diagnosticó con trastorno de la personalidad por dependencia. Brown estaba comprometida con otro hombre cuando conoció a Coleman en 1983, pero dejó a su familia y se mudó con él poco después. A pesar de participar voluntariamente en los asaltos y asesinatos de Coleman, Brown no tenía antecedentes de violencia, ni ningún antecedente penal antes de iniciar su relación.

## Asesinatos

### Winsconsin e Illinois
Coleman había hecho amistad con su madre, Juanita Wheat, antes de que el 29 de mayo de 1984, secuestrara en Kenosha, Wisconsin, a Vernita Wheat, de 9 años, y se la llevó a Waukegan. El cadáver de Vernita fue descubierto el 19 de junio de 1984 en un edificio abandonado, a cuatro cuadras del apartamento de la abuela de Coleman. Su cuerpo estaba muy descompuesto aunque se determinó que había sido violada, y la causa de la muerte fue estrangulación por ligadura.
El 31 de mayo de 1984, Coleman hizo amistad con Robert Carpenter en Waukegan y pasó la noche en su casa. Al día siguiente pidió prestado el auto de Carpenter para ir a la tienda y nunca regresó.

### Indiana y Michigan
En junio de 1984, Coleman y Brown se encontraban en Gary, Indiana, y encontraron a dos niñas allí, Annie, de 9 años, y su sobrina Tamika Turks, de 7. Ambos Coleman y Brown agredieron sexualmente a Tamika y Annie (quien sobrevivió), y el 19 de junio, el cuerpo parcialmente descompuesto de Tamika fue descubierto. El día que el cuerpo de Tamika Turks fue encontrado, Donna Williams, una mujer de 25 años de Gary, desapareció. El 11 de julio, el cuerpo descompuesto de Williams fue descubierto en Detroit, Michigan aproximadamente a media milla de donde su coche fue encontrado. Había sido violada y asesinada por estrangulación por ligadura.
El 28 de junio, Coleman y Brown entraron en la casa del señor y la señora Palmer-Jones de Dearborn Heights, Michigan, a los que golpearon brutalmente. Coleman arrancó el teléfono de la pared antes de robarles dinero y su automóvil.

### Ohio
El 5 de julio, Coleman y Brown llegaron a Toledo, Ohio, donde Coleman hizo amistad con Virginia Temple, de 34 años y madre de varios niños. Después de que Temple dejara de comunicarse con sus familiares estos preocupados avisaron a la policía, que al entrar en la casa de Temple encontraron a los niños pequeños solos y asustados. Temple y su hija mayor, Rachelle, de 9 años, habían sido estranguladas hasta la muerte, y sus cuerpos fueron descubiertos en el sótano. La misma mañana de los asesinatos de Virginia Temple y su hija, Coleman y Brown entraron en la casa de Frank y Dorothy Duvendack también en Toledo, donde Coleman ató a la pareja con  cables telefónicos y eléctricos que habían sido cortados, tomando dinero y su auto. El reloj de pulsera robado a la señora Duvendack, fue después encontrado bajo otra víctima. Más tarde ese mismo día, Coleman y Brown visitaron la casa de Dayton, Ohio del reverendo Millard Gay y su esposa Kathryn. Los dos se quedaron con los Gay y los acompañaron a un servicio religioso el 9 de julio, donde al día siguiente los Gay dejaron a Coleman y Brown en el centro de Cincinnati, Ohio.
El 12 de julio, Tonnie Storey, una joven de 15 años que vivía en el barrio Over-the-Rhine de Cincinnati, desapareció y ocho días más tarde su cuerpo violado y asesinado fue descubierto. Una pulsera que había sido robada de las Temple en Toledo fue encontrada bajo el cuerpo de Storey. Coleman y Brown luego fueron condenados por la violación y asesinato de Storey y sentenciados a muerte por ello, pero la sentencia de muerte de Brown fue conmutada y, posteriormente, en un proceso separado, la sentencia de muerte de Coleman fue anulada.
El 12 de julio, el FBI agregó a Coleman a su lista de los diez más buscados como una "adición especial". Coleman fue la décima persona desde el inicio de la lista en 1950 en merecer la inclusión de tal manera.
Coleman y Brown llegaron en bicicleta a Norwood el 13 de julio a las 9:30 de la mañana. Menos de tres horas más tarde, se fueron en un automóvil perteneciente a Harry Walters, al que dejaron inconsciente, y su esposa, Marlene, de 43 años, que había sido violada y golpeada hasta la muerte. Harry Walters sobrevivió y después testificó que se reunieron con Coleman y Brown para discutir la posible compra de una caravana que los Walters ofrecían a la venta. Mientras el señor Walters sentado en el sofá discutía con Coleman sobre el título del remolque, Coleman cogió un candelabro de madera y, después de admirarlo, golpeó a Walters en la parte posterior de la cabeza con él. El impacto del golpe rompió el candelabro e introdujo un pedazo de hueso contra el cerebro del señor Walters, y ya no recordó más del incidente pues quedó inconsciente. Sheri Walters, la hija de Harry y Marlene, regresó a casa del trabajo a las 3:45 p. m., encontrando a su madre muerta en la parte inferior de los escalones del sótano, y a su padre vivo en el sofá. Ambos tenían ligaduras alrededor de la garganta y cables eléctricos atados alrededor de sus pies descalzos, las manos de su padre estaban esposadas a la espalda, mientras que las manos de su madre estaban atadas a su espalda y su cabeza estaba cubierta con una sábana ensangrentada. El forense indicó que Marlene Walters había sido golpeada en la cabeza aproximadamente 20 a 25 veces, con doce laceraciones, algunas de las cuales fueron hechas con un par de alicates, en su cara y cuero cabelludo. La parte posterior de su cráneo había sido aplastada, con pérdida de masa cerebral. El pasillo de la sala y el sótano estaban salpicados de sangre, y fragmentos de una botella de gaseosa rota, con las huellas dactilares de Coleman, se encontraron en la sala de estar. Hebras del cabello de Marlene Walters se encontraron en un revistero manchado de sangre en la sala de estar, y había huellas sanguinolentas hechas por dos tipos diferentes de zapatos en el sótano. El automóvil de Walters, un Plymouth Reliant rojo, estaba desaparecido, así como dinero, joyas y zapatos que habían sido robados. Dos bicicletas, ropa y zapatos que no pertenecían a los Walters habían sido dejados atrás.

### Kentucky, retorno a Ohio, Illinois e Indiana
Dos días después, el Plymouth Reliant de Walters fue encontrado abandonado en Kentucky, donde la pareja había secuestrado a Oline Carmical, Jr., un profesor universitario de Williamsburg, y regresó a Dayton con Carmical encerrado en el maletero de su auto. El 17 de julio, abandonaron el vehículo robado en Dayton, Ohio, y Carmical, que todavía estaba encerrado en el maletero, fue rescatado por las autoridades. Coleman y Brown recibieron después sentencias de 20 años por un cargo de secuestro federal por cruzar una frontera estatal con Carmical.
Coleman y Brown regresaron a la casa del reverendo y la señora Gay en Dayton. El reverendo Gay reconoció a Coleman, quien en ese momento era el sujeto de una enorme búsqueda a nivel nacional, y Coleman abordó ahora a Millard y a Kathryn con armas. El reverendo le preguntó a Coleman: "¿Por qué nos haces esto?", y según Gay, Coleman respondió: "No voy a matarte, pero generalmente los matamos donde vamos". Coleman y Brown tomaron su auto y se dirigieron hacia Evanston, Illinois. En el camino, robaron otro automóvil en Indianápolis y mataron a su dueño, Eugene Scott, de 75 años.
El 17 de julio de 1984, Alton Coleman se convirtió en el 388.vo fugitivo listado por el FBI en su lista de los diez más buscados.

## Arresto y condena
Tres días después, el 20 de julio, Coleman y Brown fueron arrestados en Evanston. Mientras Coleman y Brown caminaban hacia el oeste a través de una intersección, pasaron por delante de un hombre en su auto parado ante un semáforo en rojo que era del vecindario donde Coleman se había criado en Waukegan. Reconoció a Coleman y se dirigió al norte a una gasolinera, donde lo notificó a la policía llamando en el teléfono público. Una descripción de los dos fue transmitida a los agentes. Cuando varios entraron en la zona, un detective vio a Coleman y Brown sentados en las graderías portátiles en el vacío Mason Park, pero señaló que llevaban camisetas diferentes a las descritas. Cuando el detective informó de esto, dos sargentos que estaban conduciendo por el parque al oírlo, se volvieron y vieron a la pareja. El detective se unió a los dos sargentos y Coleman fue abordado para ser interrogado; no tenía identificación y negó que fuera Alton Coleman. Mientras tanto, otros dos oficiales detuvieron a Brown mientras intentaba salir del parque, la registraron y encontraron un arma en su bolso. La pareja fue llevada bajo custodia sin incidentes y transportada al Departamento de Policía de Evanston, donde ambos fueron identificados por sus huellas dactilares.
En la comisaría de policía de Evanston, Coleman fue desnudado y se encontró un cuchillo de carne entre dos pares de calcetines que llevaba puestos. Cuando fueron llevados bajo custodia, tenían una bolsa llena de variadas gorras y camisetas. Los oficiales se enteraron así de que la pareja se detenía cada tres o cuatro cuadras mientras caminaban y cambiaban gorras y camisetas. Una semana después del arresto, más de cincuenta agentes de la ley de Illinois, Wisconsin, Michigan, Indiana, Kentucky y Ohio se reunieron para planear su estrategia para procesar Coleman y Brown, ya que los dos habían cometido crímenes de gravedad variable dentro de cada uno de los estados. Deseando la pena de muerte para Coleman y Brown, Michigan fue descartado rápidamente porque no empleaba la pena de muerte. Finalmente, se decidió dar a Ohio el primer intento de sentencia, con el fiscal federal Dan K. Webb declarando: "Estamos convencidos de que la acusación [en Ohio ] puede resultar más rápidamente y muy probablemente en la imposición más rápida de la pena de muerte contra Alton Coleman y Debra Brown".
El estado de Ohio condenó a Coleman y Brown, declarándolos culpables de la violación y asesinato de Tonnie Storey en Cincinnati y Marlene Walters en Norwood, pero no por el asesinato de Virginia Temple y Rachelle Temple en Toledo. Coleman y Brown fueron sentenciados a muerte y el proceso de apelaciones comenzó. El caso de Coleman fue enviado a la Corte Suprema de Estados Unidos varias veces entre 1985 y 2002, pero sus numerosos argumentos de que su condena y sentencia de muerte eran inconstitucionales no logró influir en los jueces.

### Ejecución de Coleman
El 25 de abril del 2002, la Corte Suprema de Ohio rechazó una demanda de los abogados de Coleman de que el plan del estado para dar cabida al gran número de víctimas y supervivientes que querían ver la ejecución lo convertiría en un "espectáculo". A tantas víctimas y supervivientes de los crímenes de Coleman se les permitió presenciar la ejecución que los funcionarios de la prisión tuvieron que establecer un circuito cerrado fuera del edificio. Para su última comida, Coleman ordenó un filete miñón bien cocido con champiñones, pechugas de pollo frito, una ensalada con aderezo francés, pastel de camote relleno con crema batida, patatas fritas, col rizada, aros de cebolla, pan de maíz, brócoli con queso fundido, galletas y salsa, y para beber Cherry Coke. El 26 de abril del 2002, recitando el Salmo 23, Alton Coleman fue ejecutado por inyección letal en la cámara de muerte en el Centro Correccional del Sur de Ohio en Lucasville, Ohio. Reginald Wilkinson, director del Departamento de Rehabilitación y Corrección de Ohio, dijo que Coleman no había expresado directamente remordimiento por los asesinatos, sino que había "admitido lo que había hecho de su propia manera enrevesada".
Coleman había recibido dos sentencias de muerte de Ohio, y una de Illinois e Indiana. En el momento de su ejecución, era el único condenado en Estados Unidos a ser condenado a muerte en tres estados.

### Encarcelamiento de Brown
A Brown, quien originalmente fue sentenciada a ser ejecutada en Ohio por su complicidad en los crímenes, la condena a muerte le fue conmutada por cadena perpetua por el gobernador Richard Celeste en 1991. Al conmutar la sentencia de Brown, el gobernador Celeste citó su baja puntuación de coeficiente intelectual, de 59 a 74, y su relación "amo-esclavo" con Coleman que influía en sus acciones. Brown fue uno de los ocho reclusos condenados a muerte en Ohio (incluidos los cuatro reclusos condenados a muerte en Ohio) para que su condena fuera conmutada por Celeste, un firme opositor de la pena de muerte, una semana antes de que dejara el cargo. A pesar de su historia no violenta antes de los crímenes, Brown fue inicialmente impenitente por sus actos. Durante la fase de sentencia de su primer juicio de Ohio, Brown envió una nota al juez que decía en parte: "Maté a la perra y me importa un bledo". Todavía tiene una sentencia de muerte por el asesinato de Tamika Turks que los dos cometieron en Indiana. Sin embargo, Brown está cumpliendo su condena sin posibilidad de libertad condicional en la Institución Correccional de Dayton en Dayton, Ohio.

### Motivo racial
Casi todas sus víctimas fueron afroamericanos como los mismos Coleman y Brown; algunas autoridades creen que esto fue simplemente porque sabían que se mezclaban mejor en la comunidad negra y que no había motivos raciales deliberados en sus crímenes. Sin embargo, John E. Douglas, un perfilador retirado del FBI, argumentó que había al menos alguna motivación racial detrás de los ataques. En la página 184 de The Anatomy of Motive, cita la evidencia de que Coleman, en medio de una implacable agresión sexual, "entró en una diatriba prácticamente incoherente sobre cómo los negros lo obligaban a violar y asesinar a otros negros". Coleman y Brown habían dejado un eslogan racista escrito con lápiz labial en la escena de la violación y asesinato de Tonnie Storey, su única víctima caucásica.

### Decisiones judiciales
- Coleman v. Mitchell, United States Court of Appeals for the Sixth Circuit, 268 F.3d 417; 2001 U.S. App. LEXIS 21639; 2001 FED App. 0367P (6th Cir.), October 10, 2001
- In re Coleman, Supreme Court of Ohio, 95 Ohio St. 3d 284; 2002 Ohio 1804; 767 N.E.2d 677; 2002 Ohio LEXIS 916, 19 de abril del 2002
- State v. Brown, Supreme Court of Ohio, 38 Ohio St. 3d 305; 528 N.E.2d 523; 1988 Ohio LEXIS 289, 31 de agosto de 1988
- State v. Coleman, Supreme Court of Ohio, 37 Ohio St. 3d 286; 525 N.E.2d 792; 1988 Ohio LEXIS 212, 6 de julio de 1988
- State v. Coleman, Court of Appeals of Ohio, First Appellate District, Hamilton County, 1987 Ohio App. LEXIS 9048, 7 de octubre de 1987

### Artículos de los medios de comunicación
- "Midwest Fugitive Caught in Illinois", The New York Times, 21 de julio de 1984
- "FBI Adds to '10 Most Wanted' List", The Washington Post, 12 de julio de 1984
- "Coleman's Execution Dulls Pain Only A Little", Columbus Dispatch (Ohio), 27 de abril del 2002